# M61 Vulcan
Az M61 Vulcan 20 mm-es, hidraulikus, illetve pneumatikus meghajtású hatcsövű, léghűtéses, elektromos gyújtószerkezetű, Gatling-rendszerű (forgó csőköteges), nagy tűzgyorsaságú önműködő gépágyú. Alapvető fedélzeti fegyvere az amerikai katonai repülőgépeknek több mint ötven éve. A fegyvert eredetileg a General Electric tervezte és gyártotta, majd később vállalati egyesüléseket követően a General Dynamics lett a gyártó, napjainkig. A fejlesztést követően szinte az összes „nyugati” vadászrepülőgépbe beépítették és több bombázóba is, mint védőfegyvert (például a B–52-be), valamint a haditengerészeti flottaerők közel-légvédelmi eszközei között is helyet kapott Phalanx néven. Itt mutatkoztak meg űrméretbeli korlátai, ezért a 20 mm űrméretű csöveket 30 mm-esre cserélték, ezzel létrehozva a Goalkeeper-t (jelentése „Kapus”). Több szárazföldi, csapatlégvédelmi változatot is kifejlesztették, mint az M163 VADS (Vulcan Air Defense System).
Noha már az 1960-as évek elejétől üzembiztos rendszerré érett, a vietnámi háború első felében mégsem alkalmazták széleskörűen az amerikai repülőcsapatoknál, az akkori „rakéta-doktrína” miatt. Ennek hiányosságai miatt azonban a manőverező légiharcok ismételten kikényszerítették a csöves tűzfegyverek repülőgép-fedélzeti jelenlétét. Ezt kielégítendő először felfüggeszthető fegyvergondolába építették az M61-et (SUU–23/A), majd módosítva az egyes repülőgép-típusokat, beépített fegyverzetként alkalmazzák, köztük a legújabb fejlesztésű F–22 Raptorban is. Harcászati alkalmazhatósága pedig a közelmúlt fegyveres konfliktusaiban is igazolható: a „közeli légitámogató” (Close Air Support, CAS) bevetések során rendszeresen alkalmazzák saját gyalogos csapattesteik védelmében, vagy a polgári lakosság járulékos veszteségeinek minimalizálása érdekében a szabadesésű sikló- vagy precíziós vezérlésű bombák helyett.

## Története
Fejlesztési elődjének részben a második világháború végére kifejlesztett német gázelvételes revolver-gépágyú, az MG 213 tekinthető. Azonban az alapvető tűzsűrűség-növelési igényt mégsem az ott alkalmazott módon oldották meg. Az amerikai polgárháborúban alkalmazott Gatling-géppuskához nyúltak vissza, ahol is az egyik kezelő izomereje hajtotta meg a csőköteget (fogaskerekekkel), miközben a másik kezelő (lövész) irányzott és sütötte el a szerkezetet. Ezt a viszonylag bonyolult megoldást egyszerűsítette le a General Electric Fegyverzeti Részlege (General Electric Armament Division) azáltal, hogy a sugárhajtású repülőgépek gázturbinái által termelt villamos energia látta el a fegyverrendszer működését. A villamos működtetés további működésbiztonsági előnyökkel járt a német gázelvételes rendszerrel szemben. A többcsövű rendszer, noha az egyes csövek kisebb tűzgyorsaságúak a revolver-rendszer egycsövű fegyverénél, nagyobb tűzsűrűséget produkál a konkurens szerkezeteknél.
A Vulcan fejlesztését 1946-ban kezdte meg a GE Project Vulcan néven. A hatcsövű fegyver 7200 lövés/perces elméleti tűzgyorsaságra volt képes. Az európai fejlesztési irányoktól eltérően, ahol a 30 mm-es nehézfegyverek irányában kutattak az ideális átütőerő elérése érdekében, az amerikai fejlesztők egy, a második világháború előtt kifejlesztett .60-as rombolópuska-tölténnyel (15,2 × 114 mm) kísérleteztek, remélvén a nagy kezdősebességű lövedékek kedvező célballisztikai értékeket fognak biztosítani. Az első GE-prototípus neve T45 lett. Földi tesztlövészetét 1949-ben kezdték, ahol 2500 lövés/perces tűzsebességet értek el, 1950-ben már a 4000-et is megközelítették. Az 1950-es évek elején, látva a koreai háborúban bevetett MiG–15-ösök nagy űrméretű gépágyúinak hatásosságát, a Légierő már nem tartotta elsődleges szempontnak a nagy tűzsebességet, ezért nagyobb űrméretű töltényekkel is megkezdődtek a tesztek. A T171 jelű, 20 mm-es és a T150 jelű 27 mm-es rendszerek lövéspróbái 1952-ben kezdődtek. A tesztsorozat végével igazolódott, hogy a 20 × 102 mm töltény rendelkezik a legkedvezőbb hatásadatokkal. A T171 jelzésű fegyvert először az F–104 Starfighter D altípusába építették be 1959-ben, amiben gyakori adogatási problémák merültek fel a heveder-kialakítás miatt. Típusjelölése ekkor már M61 volt. A probléma megoldását a kapcsolt heveder elhagyása jelentette, a töltények zárszerkezetbe jutását egy kényszer-adogatópálya révén érik el. A módosított változat típusjele M61A1 lett.
Mivel a GE eladta a repüléssel foglalkozó részlegeit, a GE Armament Systems összes eszköze, köztük a Gatling-ágyúk gyártósora a Martin Marietta-hoz került. Később a Martin egyesült a Lockheed-del, így ettől fogva a Gatling-rendszerű fegyvereket a Lockheed Martin Armament Systems vállalat gyártotta, ami később a General Dynamics tulajdona lett. Napjainkig is ez a cégcsoport gyártja az M61 különféle változatait.

## Típusváltozatok
- M61
- M61A1
- SUU–16/A: konténerbe épített M61A1, amit egy, a konténerből kibillenő turbina (ram air turbine, RAT) lát el villamos energiával. Tűzgyorsasága rögzítetten 6000 lövés percenként, 1200 db-os lőszerjavadalmazással bír. Az üzemeltetési minimális légsebesség 480 km/h, az optimális pedig 640 km/h. A konténer tömege 750 kg, ezért több könnyű repülőgép is hordozhatta. Az Amerikai Hadsereg M12 típusjelzéssel állította hadrendbe.
- SUU–23/A – GAU–4/A: konténerbe épített tehetetlenség-indítóval és belső áramellátóval felszerelt M61A1 változat 1200 db-os lőszerjavadalmazással. Kifejlesztését és alkalmazását az amerikai fejlesztésű, gépágyúkkal nem rendelkező harcászati repülőgépek új/régi igényei indokolták. Mivel konzolos kialakítású volt, tüzelés közben a reakcióerők miatt nem volt kellően pontos fegyver. Az Amerikai Hadsereg M25 típusjelzéssel állította hadrendbe. Tömege 780 kg volt és tűzgyorsasága szintén rögzítve volt 6000 lövés/percen.
- M195: Az AH–1G altípusnak kifejlesztett M35 típusjelű nagy hatótávolságú „fegyverzet-alrendszer” (Armament Subsystem), ami az orrba épített Vulcan-gépágyú 950 db-os javadalmazással. A háromcsövű M197 változat terjedt el.
- M61A2: a 4+ és 5. generációs vadászrepülőgép típusokba épített változat. A gyártó honlapja szerint az A2 20%-kal könnyebb, mint az A1 változat.
- Phalanx CIWS
- M163: Az M113 páncélozott lövész-szállítóra telepített Vulcan-rendszer.

## Alkalmazó repülőgépek
- A–7 Corsair II
- AMX
- F–4 Phantom II (E és F altípus)
- F–104 Starfighter
- F–105 Thunderchief
- F–106 Delta Dart
- F–111 Aardvark (az FB–111A/F–111G és az EF–111A kivételével, ezek bombakamráiba nem lehetett beépíteni), 2084 db-os javadalmazással.
- F–14 Tomcat
- F–15 Eagle
- F–16 Fighting Falcon
- F/A–18 Hornet
- F–22 Raptor
- B–58 Hustler
- B–52 Stratofortress (H altípus)
- AC–130 Spectre

### Bibliográfia
- Bill Gunston. Korszerű harci repülőgépek fegyverzete – Gépágyúk, rakéták, bombák, torpedók és aknák. Budapest: Zrínyi Katonai Könyv- és Lapkiadó (1995). ISBN 9633272424